# 愛爾蘭酷兒檔案館

愛爾蘭酷兒檔案館標誌

愛爾蘭酷兒檔案館位於愛爾蘭首都都柏林，致力於保存愛爾蘭境內的LGBT歷史文獻與藝術作品。愛爾蘭酷兒檔案館成立於1979年，由愛爾蘭全國同性戀者聯合會（National Gay and Lesbian Federation，NLGF）所創立。該檔案館的前身是一個規模不大的工作室，只靠少數同性戀平權運動人士維持運作。但自1971年該工作室的規模大增，並開始收藏愛爾蘭島上的LGBT新聞剪報，到了1974年，該工作室幾乎擁有全愛爾蘭的LGBT歷史新聞。除此之外，該工作室與之後的酷兒檔案館還收藏有許多LGBT視聽資料、幻燈片、傳單、海報、徽章和各種雜誌等。
愛爾蘭酷兒檔案館自成立以來便在愛爾蘭的LGBT研究上佔有重要的地位，因為它提供學者們豐富且完整的歷史文獻進行研究。2008年6月16日，該館正式將其館藏移交給愛爾蘭國家圖書館，但它仍將持續為LGBT社群提供資料查詢與文獻收集的功能。

## 外部連結
- 愛爾蘭酷兒檔案館 （页面存档备份，存于）（英文）